# Obljak (Molat)
Obljak je nenaseljeni otočić uz zapadnu obalu Molata. Od obale Molata je udaljen oko 1400 metara, a najbliži otok mu je Tramerka, oko 700 metara jugoozapadno.
Površina otoka je 58.345 m2, duljina obalne crte 872 m, a visina oko 26 metara.